# Adicella josephinae
Adicella josephinae là một loài Trichoptera trong họ Leptoceridae. Chúng phân bố ở miền Cổ bắc.